# Giamaica ai XXII Giochi olimpici invernali
La Giamaica ha partecipato ai XXII Giochi olimpici invernali che si sono svolti dal 7 al 23 febbraio a Soči in Russia, con una delegazione composta da 2 atleti.

## Bob
| Gara               | Atleta                    | Manche 1 | Manche 1  | Manche 2 | Manche 2  | Manche 3 | Manche 3  | Manche 4        | Manche 4        | Totale  | Totale    |
| Gara               | Atleta                    | Tempo    | Posizione | Tempo    | Posizione | Tempo    | Posizione | Tempo           | Posizione       | Tempo   | Posizione |
| ------------------ | ------------------------- | -------- | --------- | -------- | --------- | -------- | --------- | --------------- | --------------- | ------- | --------- |
| Bob a due maschile | Marvin Dixon Winston Watt | 58"42    | 30        | 58"81    | 30        | 58"17    | 29        | non qualificati | non qualificati | 2'55"40 | 29        |